# Pechau
Pechau ist ein Stadtteil von Magdeburg in Sachsen-Anhalt mit 517 Einwohnern (Stand 31. Dezember 2021) auf einer Fläche von 7,611 km². Die Ortschaft wurde im Jahr 948 erstmals urkundlich erwähnt.

## Lage

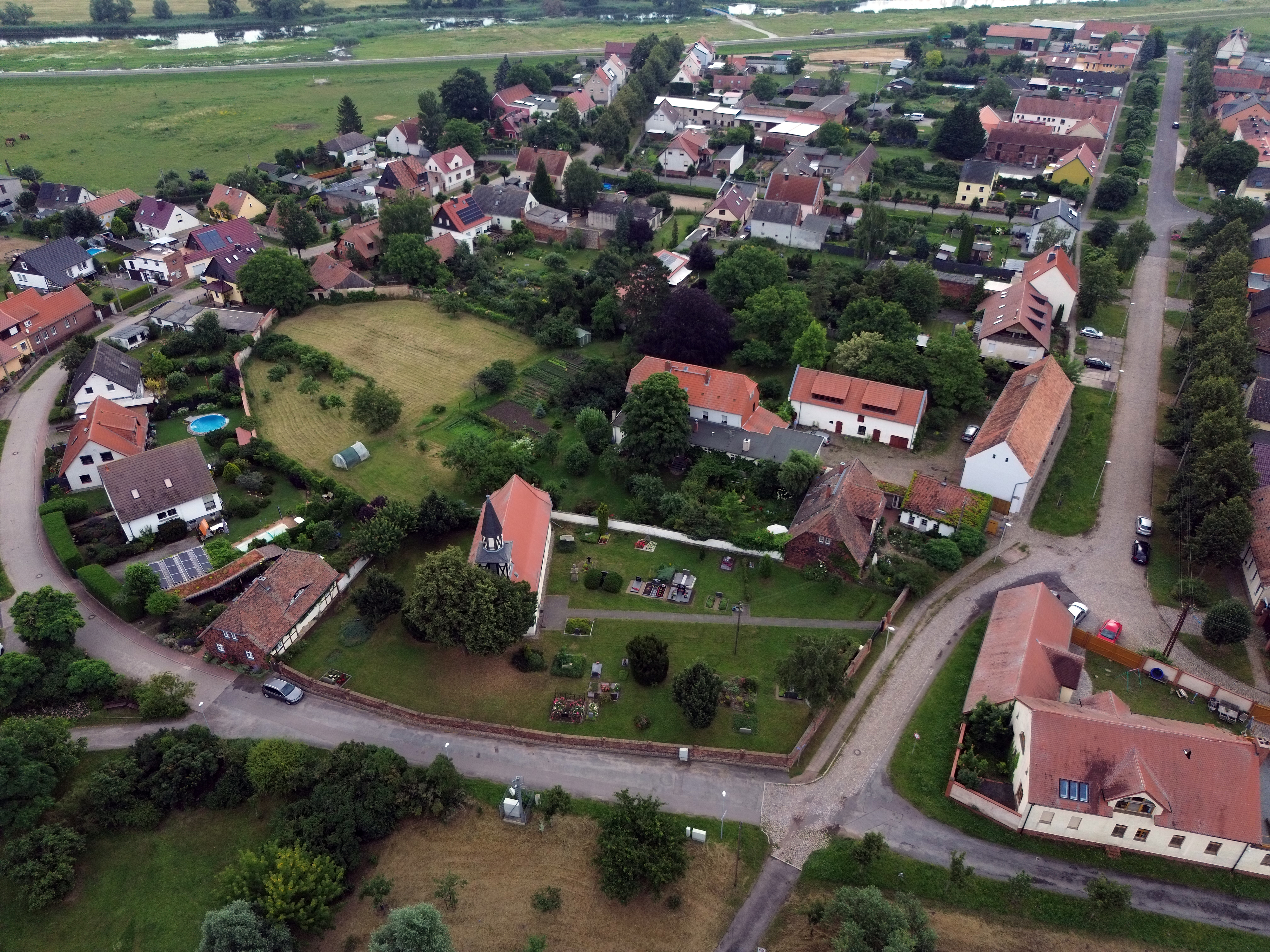
Pechau, ein Ortsteil Magdeburgs im Südosten der Stadt

Pechau liegt östlich der Elbe am Rand von Magdeburg, zwischen Elbe, Ehle, Alter Elbe, Kreuzhorst und Klus; unmittelbar an Elbe-Umflutkanal und Pechauer See. Die Ortschaft liegt in der Elbaue in etwa fünf Kilometer Entfernung (jeweils etwa 15 Autominuten bis zum Stadtzentrum) zwischen Magdeburg und Schönebeck (Elbe) an der Kreisstraße K1227.
Pechau ist eingebettet in eine reizvolle und abwechslungsreiche Kulturlandschaft. Das vielfältige Nebeneinander von Auenwäldern, Feldern, Weiden, Streuobstwiesen und Gewässern ist Lebensraum seltener Tiere wie Fischreiher, Milane, Biber und Störche.

## Geschichte

### Bis zur Slawenzeit
Pechau ist ein typisches Elbdorf, das 1998 sein 1050-jähriges Jubiläum feierte. Das Pechauer Gründungsdatum führt man auf einen Hoftag Ottos I. zurück, auf dem das Bistum Brandenburg am 1. Oktober 948 (nach anderen Deutungen 965) gegründet wurde. In der Gründungsurkunde des Bistums wurde Pechau als Pechovi (möglicherweise von *pek- – frühslawisch für "sorgen") namentlich erstmals erwähnt. Die slawische Burg Pechau selbst ist nachweislich noch älter; das ostelbische Gebiet ist seit mehreren tausend Jahren besiedelt. In der römischen Kaiserzeit (1.–4. Jahrhundert) lebten hier semnonisch-swebische Stämme der Germanen. Im Jahre 5 wurden die Semnonen, die sich selbst für den ältesten und edelsten der Swebenstämme hielten, erstmals in antiken Quellen genannt.
Nach der europäischen Völkerwanderung (4. bis 6. Jahrhundert) rückten die Wilzen, ein Stamm der Elbslawen, im frühen 8. Jahrhundert nach. Die Sweben gelangten bis nach Galizien im heutigen Norden Spaniens. Nachdem Frankenkönig Karls der Großen im Jahre 780 in den Sachsenkriegen (Eingliederung des Herzogtums Sachsen in das Frankenreich, 772–804) von Westen bis zur Elbe vorgestoßen, gelang es Anfang des 10. Jahrhunderts den deutschen Herrschern Heinrich I. (der Sachse) und seinem Sohn Otto I. (der Große) im ostelbischen Gebiet Fuß zu fassen. Das politische Zentrum des Reiches verlagerte sich vom Rhein-Main zum Gebiet zwischen Harz und Elbe. Otto I. sicherte die Grenze zu den Elbslawen, unterwarf und christianisierte sie. Magdeburg (Magadoburg, erstmals erwähnt 805 als fränkische Burg und Sitz eines fränkischen Grafen zur Überwachung des fränkisch-slawischen Handels an der Elbe) wurde unter Otto I. neben Rom und Aachen zu einem der Regierungszentren des Reiches ausgebaut. 937 gründete König Otto I. das Moritz- oder St. Mauritiuskloster Magdeburg. Als 962/968 aus dem Stift das Erzbistum Magdeburg entstand, wurden die Erzbischöfe Herren der Stadt und des Umlandes. Seit 921 ist der Gau Morzane (das Land "am Sumpfsee", dem damaligen Fiener See, zwischen Elbe, Stremme, Havel, Ihle und Nuthe) Teil der Nordmark des Deutschen Reiches. Ab 937 war der gesamte Gau dem Moritzstift in Magdeburg zinspflichtig. Das dazugehörige Alt-Pechau war eine Insel in der Elbe an der Grenze zu Magdeburg und dem Herzogtum Sachsen sowie der nächstgelegene Burgward auf der slawischen Elbseite. Die schriftlich überlieferte Geschichte des Gebiets begann.

### Slawenzeit
Der Ursprung des Alten Dorfes Pechau wird auf eine Ringburg der Morzanen zurückgeführt, die zu den 11 Burgbezirken des gleichnamigen slawischen Gaus gehörte. Die Morzanen waren eine der vier Stammesgruppen der nordslawischen Wilzen, die in 95 Burgbezirken siedelten. Die Burg war etwa 125 × 200 m groß. Ihre Besiedlung ist für den Ausgang des 8. bis zur Mitte des 12. Jahrhunderts nachweisbar. Sie befand sich auf einem noch heute sichtbaren Hügel am östlichen Ende der Breiten Straße des heutigen Dorfs. Bis zum 12. Jahrhundert verlief um die Insel des Burghügels ein Hauptarm der Elbe. Alt-Pechau war durch eine Brücke mit dem ostelbischen Ufer in Richtung der heutigen Brücke über den Umflutkanal verbunden. 923 und 924 zerstörten Ungarn und verbündete Slawen das benachbarte Magdeburg. Es kann nicht völlig ausgeschlossen werden, dass sich daran auch einige Pechauer beteiligt haben könnten. Die Elbe war die Grenze zwischen Slawengebiet beziehungsweise der Nordmark zum Herzogtum Sachsen des 919 vom ersten deutschen König Heinrich I. (als Nachfolger des ostfränkisch-deutschen Königs Konrad I.) gegründeten Deutschen Reiches und ab 962, mit der Krönung Ottos I. (Königskrönung 936) in Rom zum römischen Kaiser, des Heiligen Römischen Reiches Deutscher Nation. Die slawischen Stämme zwischen Elbe, Saale und Oder wurden 928 Heinrich I. tributpflichtig. 965 schenkte Otto I. dem Moritzstift in Magdeburg seinen Besitz in Pechau. Otto II. bestätigt 973 diese Schenkungen. Ende des 10. Jahrhunderts schlossen sich die Wilzen im Bund der Liutizen ("die Grimmigen") zusammen. Durch den Slawenaufstand 983 wurde die deutsche Kolonisation der ostelbischen "heidnischen" Slawengebiete bis zur Oder noch einmal für rund einhundertfünfzig Jahre zurückgedrängt. Die Elbe bei Magdeburg wurde erneut zum Grenzland. Der Burgward Pechau blieb jedoch ein wichtiger deutscher Stützpunkt im Kampf gegen Slawen. 1007 griff der polnische Fürst Boleslaw I. Chrobry (der Kühne und erster polnischer König) beim Versuch der Eroberung des Slawengebiets zwischen Oder und Elbe die Burg Pechau an. Der Gau Morzane wird verwüstet. Es wird angenommen, dass dabei der Palisadenwall der Burg zerstört wurde und danach Alt-Pechau in der Bedeutungslosigkeit versank. Zur Zeit Friedrichs I. (genannt Barbarossa) gewannen die Deutschen in der Auseinandersetzung um die ostelbischen Gebiete unter Albrecht dem Bären, Markgraf der Nordmark, endgültig die Oberhand. 1139 übergab das Kloster Berge dem Bischof von Brandenburg 100 Hufen Land, wobei das Dorf Pechau eingerechnet wurde. Alt-Pechau existierte zum Ende des 12. Jahrhunderts nicht mehr.

### 12. bis 16. Jahrhundert
Pechau ist ein Haufendorf mit vorwiegend Drei- und Vierseitenhöfen, wie sie für das Magdeburger Land typisch sind. Der heutige Dorfgrundriss mit der Ringstraße geht auf den Aufbau des deutschen Neuen Dorfes unter dem Lokator Heribert zurück, der am 18. Juni 1159 das Dorf Pechau mit sechs Hufen (ca. 60 ha) Land westlich des slawischen Burgwalls mit allem Zubehör und der Gerichtsbarkeit über alle Ansiedler als Lehen erhielt. Erzbischof Wichmann von Magdeburg (1152–1192) holte Neusiedler aus Flandern in die Region, um das Land trockenzulegen und landwirtschaftlich besser zu nutzen.
1185 übereignete Wichmann dem Nicolaistift zwei Hufen und 1191 der Andreaskapelle in Magdeburg drei Hufen Land in Pechau. Lag Pechau zur Jahrtausendwende noch zwischen zwei großen Elbarmen, so floss später der Hauptstrom in der Alten Elbe und etwa im Bett der jetzigen Stromelbe westlich an Pechau vorbei. Pechau gehörte nun nicht nur politisch, sondern auch geografisch zum Jerichower Land, das sich überwiegend (die Ländereien um Gommern gehörten seit 1269 zu Sachsen und Gebiete im Norden gehörten zu Brandenburg) im Besitz des Erzstiftes Magdeburg befand. 1221 wurde die Kirche in Pechau erstmals erwähnt. Zugehörig war sie bis 1562 dem Lorenzkloster in der Magdeburger Neustadt. 1275 gehörten Zipkeleben, Menz und Königsborn zum Kirchspiel Pechau. 1403 und 1407 wurde Pechau im bis 1407 dauernden Krieg mit Erzbischof Günther II. von Magdeburg (1403–1445) von den Fürsten von Anhalt überfallen und ausgeraubt. Aus dem Jahr 1469 stammt die älteste Erwähnung des Klusdamms von Magdeburg an Pechau vorbei als Teil der Heerstraße Magdeburg-Brandenburg, dem Hauptverkehrsweg nach Osten. Eine weitere Handelsroute führte beispielsweise ins südöstliche Wittenberg. 1459 vertauschte ein Herr von Treskow, der Pechau vom Erzbischof in Magdeburg zum Lehen erhalten hatte, Pechau an das Kloster Berge in Magdeburg. In Pechau entstand am nordwestlichen Ende der heutigen Breiten Straße ein Vorwerk des Klosters. 1524 kam Martin Luther  von Wittenberg, an Pechau vorbei, über den Klusdamm und brachte die Reformation nach Magdeburg ("Unsres Herrgotts Kanzlei"). In der Reformationszeit (1517, 95 Thesen zu Wittenberg; 1555, Augsburger Religionsfrieden) wurde Pechau 1546 und 1550 im Schmalkaldischen Krieg (1550/1551) während der vergeblichen Belagerung des protestantischen Magdeburgs durch den katholischen Kurfürsten Moritz von Sachsen (1521–1553) von Magdeburger Bürgern geplündert. 1562 wurden in den Kirchenbüchern 30 Bauernstellen in Pechau erwähnt. Bis zum 16. Jahrhundert hatte Pechau nicht mehr als 100 Einwohner.

### 17. und 18. Jahrhundert
Bis zum Dreißigjährigen Krieg soll es in Pechau ein festes Schloss gegeben haben. 1626 und 1629 kam es mit Wallenstein, 1630 mit Pappenheim und 1631 mit Tilly und Pappenheim zu Kämpfen in der Umgebung Pechaus. Am 31. März 1631 wurden die beiden Magdeburger Schanzen in der Kreuzhorst bei Pechau Magdeburger Succurs und Trutz Tilly durch die kaiserlichen Truppen gestürmt. Nach der Erstürmung der Schanze Trutz Pappenheim zwischen Pechau und Klus rückte Tilly nach schweren Kämpfen mit 30.000 Soldaten über den Klusdamm auf Magdeburg vor. Am 12. April 1631 schlug Pappenheim sein Hauptquartier in Pechau auf. Die Belagerung und blutige Zerstörung von Magdeburg am 10. Mai 1631 durch die kaiserlichen Truppen unter Tilly und Pappenheim überstand lediglich die Pechauer Kirche. Magdeburg als eine der wichtigsten deutschen Städte verlor in der Folgezeit seine Bedeutsamkeit. 1632 wurden die Kaiserlichen Truppen durch den Sieg Gustav Adolfs II. von Schweden in Lützen wieder vertrieben. Es geht die Sage, dass in der Umgebung von Pechau ein großer Silberschatz von Tillys Truppen versteckt wurde. Als Folge des Westfälischen Friedens im Jahre 1648 kam 1680 Pechau mit dem neu gebildeten Herzogtum Magdeburg zu Kurbrandenburg (ab 1701 Königreich Preußen). Lange lag das Dorf nach dem Dreißigjährigen Krieg verlassen, erst nach und nach wurde es wieder aufgebaut. Pechau erhielt durch die Anlage eines großzügigen Straßenkreuzes innerhalb des fast kreisrunden Deichwalls seine heutige Grundgestalt. 1671 besaß Pechau zwölf Ackerhöfe und 19 Kossatenhöfe. 1707 wurde die 80 Meter lange Brücke des Klusdamms erneuert. Für die Schlesischen Kriege und den Siebenjährigen Krieg gegen Österreich wurde der Holzreichtum Pechaus geplündert. Friedrich II. von Preußen der Große ließ in der Umgebung 100.000 starke Eichen schlagen. 1782 gab es in Pechau 275 Einwohner.

### 19. Jahrhundert
In den Napoleonischen Kriegen (in Europa 1796–1815, mit Preußen 1806/1807) lagen im Oktober/November 1806 in Pechau französische Truppen zur erfolgreichen Belagerung Magdeburgs. 1807 wurde Pechau erneut Grenzgebiet. Infolge des Tilsiter Friedens 1807 wurden Magdeburg und 1808 das Amt Gommern sowie das gegenüberliegende ostelbische Überschwemmungsgebiet an das Königreich Westphalen (bis 1813) angegliedert. Pechau wurde zum westlichsten Dorf Preußens. Wegen der ewigen Grenzstreitigkeiten schoben die Franzosen ihre Posten jedoch gewöhnlich bis zur Linie Biederitzer Busch – Königsborn – Gommern vor. Im Befreiungskrieg (1813–1815) gegen Napoleon I. Bonaparte von Frankreich kam es am 5. April 1813 zum Gefecht bei Möckern. Der Klusdamm wurde dabei von der Kaiserlichen Gardedivision (9 ½ Bataillone und Squadrone, 16 Kanonen) unter Baron Rogeut verteidigt, die in Pechau stand. Die zahlenmäßig überlegenen Franzosen wurden von preußisch-russischen Truppen geschlagen und zogen sich wieder nach Magdeburg zurück. Dabei wurden Brücken des Klusdamms beschädigt, die Kirche, Häuser und die Schule von Pechau zerschossen und es wurde geplündert. Das war der erste Sieg gegen die Franzosen im Freiheitskampf auf deutschem Boden. Das schwach verschanzte Pechau als erster Vorposten der Verbündeten wurde am 20. November 1813 von den Franzosen in großer Übermacht geplündert und am 16. Dezember 1813 bei einem Ausfall der bis Mai 1814 eingeschlossenen französischen Garnison aus Magdeburg erneut geplündert und verwüstet. Es kommt zu einem erbitterten Gefecht mit preußischer Landwehr bei Pechau und Gübs, wo der Ausfall abgewehrt wird. Durch den Pariser Frieden 1814 beziehungsweise Wiener Kongress 1815 kam Pechau zur preußischen Provinz Sachsen (1815–1944; 1944–1945 Provinz Magdeburg u. a.) mit der Hauptstadt Magdeburg. 1827 besaß Pechau 300 Einwohner. Im Revolutionsjahr 1848 wurde in Pechau eine Bürgerwehr gegründet. 1861 hatte Pechau 523 Einwohner.

### Zeit des Deutschen Reichs
Pechaus Geschichte in der Zeit des Deutschen Reichs (1871–1945) war sehr wechselhaft. Über Pechauer Opfer im Preußisch-Deutschen Krieg (1866) und im Deutsch-Französischen Krieg (1870/1871) ist nichts bekannt. Im Deutschen Kaiserreich (1871–1918) wurde 1871 bis 1876 der Elbeumflutkanal gebaut, der an Pechau vorbeiführt. 1884 bis 1885 wurden das Pfarrhaus und im gleichen Jahr die Chaussee Prester-Calenberge erbaut. 1913 erhielt Pechau elektrisches Licht. Im Ersten Weltkrieg fielen 16 Pechauer, 1917 wird die größte der Pechauer Kirchglocken für Kriegszwecke eingeschmolzen und erst 1922 ersetzt. In der Weimarer Republik erhielt Pechau 1926 sein dörfliches Siegel. Pechau gehörte zum Kreis Jerichow I, dem späteren Landkreis Jerichow I mit der Kreisstadt Burg. Am 30. September 1928 wurde der Gutsbezirk Forst Pechau mit der Landgemeinde Pechau vereinigt, wobei die kleine Enklave innerhalb des Magdeburger Stadtgebiets sowie das zwischen der Kreuzhorst und dem südöstlichen Zipfel des Magdeburger Stadtteils Prester liegende Teilstück des Gutsbezirks mit der Stadt Magdeburg vereinigt wurden.
Während der Zeit des Dritten Reichs (1933–1945) unterstützten große Teile der Bevölkerung das Naziregime. 1933 hatte Pechau 589 Einwohner. Im Zweiten Weltkrieg wurde Pechau stark in Mitleidenschaft gezogen. 1943 wurde die kleinere der Pechauer Kirchglocken abgenommen und eingeschmolzen. Durch einen britischen Luftangriff des Bomber Command der Royal Air Force am 21. Januar 1944 wurde Pechau zu 90 Prozent zerstört, es starben 13 Einwohner. Im April 1945 wurde Pechau (obwohl ostelbisch liegend) bei schweren Kämpfen mit amerikanischen Stoßtruppunternehmen und durch amerikanische Artillerie, Bomben und Tiefflieger weiter zerstört und besetzt. Am 12. April 1945 waren zivile Tote und am 13. April 1945 fast zwei Dutzend gefallene deutsche Soldaten zu beklagen. 25 bis 30 Pechauer sind im Krieg umgekommen. Am 5. Mai 1945 wurde Pechau durch sowjetische Truppen besetzt und in die Sowjetische Besatzungszone (SBZ, 1945–1949) eingegliedert. 1947 wurde Preußen durch alliierten Beschluss aufgelöst. Pechau kam zum im gleichen Jahr geschaffenen Land Sachsen-Anhalt der SBZ, das 1946 als Provinz Sachsen-Anhalt aus dem Hauptteil der preußischen Provinz Sachsen und dem Land Anhalt gebildet wurde.

### DDR-Zeit
Ab dem 7. Oktober 1949 gehörte Pechau zum Land Sachsen-Anhalt der Deutschen Demokratischen Republik mit der Landeshauptstadt Halle (Saale), das bis 1952 bestand. Danach wurde Pechau in den Landkreis Schönebeck des Bezirks Magdeburg der DDR eingegliedert. Das wirtschaftliche Leben konzentrierte sich nach dem Krieg und der Gründung der DDR auf die Landwirtschaft. Die Unruhen am 17. Juni 1953 führten auch in Pechau zu einem einwöchigen Ausnahmezustand. 1953 wurde die erste Landwirtschaftliche Produktionsgenossenschaft (LPG) in Pechau gegründet. 1958 wurde der Besitz der Kloster-Berge-Stiftung und des Klosters unserer Lieben Frauen in Pechau enteignet. 1960 entstand aus den verbliebenen privaten Bauernwirtschaften eine zweite LPG. Die beiden LPG waren die größten Arbeitgeber in Pechau. Die Einwohnerzahl Pechaus sank von 672 im Jahr 1946 bis zum Bau der Berliner Mauer 1961 auf rund 500. Im Jahr 1962 baute man als Ersatz für den vollbelegten Kirchhof den Waldfriedhof Pechau. Die Einwohnerzahl Pechaus sank bis 1989 auf nur noch 389 Einwohner. Ende der achtziger Jahre entwickelte sich in der DDR eine politische Krise, die zum Zusammenbruch der sozialistischen Gesellschaftsordnung führte. Nach den Volkskammerwahlen am 18. März 1990 und den Kommunalwahlen im Mai nahm auch in Pechau im Mai 1990 eine demokratisch gewählte Gemeindevertretung die Arbeit auf.

### Ab 1990
Am 3. Oktober 1990 kam es zur deutschen Wiedervereinigung, das Land Sachsen-Anhalt erstand jetzt wieder in der Bundesrepublik Deutschland (gegründet 1949) aus den ehemaligen DDR-Bezirken Magdeburg und Halle. Am 1. Juli 1994 wurde Pechau in die Landeshauptstadt Magdeburg eingemeindet.
In Pechau existierten nun keine LPG mehr. Es begannen umfangreiche Sanierungsarbeiten an Straßen, Kanalisation und am Gemeindehof. Der Klusdamm wurde als Radweg bis Wahlitz ausgebaut. 1996 erfolgte die Rückführung des Eigentums der kirchlichen Stiftungen. 1997 wurde der Bau im Pechauer Brückbusch in Angriff genommen: der Bereich zwischen dem alten Ortskern Pechaus und der nach dem Zweiten Weltkrieg an der Calenberger Straße angelegten Wohnsiedlung wurde mit Einfamilienhäusern bebaut. Ein neues Feuerwehrhaus wurde eingeweiht. 1999 war die Einweihung des neuen Sporthauses und einer Flutlichtanlage für den Sportplatz. Im Jahr 2000 konnte der Turm der Pechauer Kirche in alter Gestalt und mit zwei Glocken wiederhergestellt werden.
Seit Oktober 2001 ist Pechau postalisch unter der Postleitzahl "D-39114 Magdeburg" zu erreichen. Im August 2002 entging Pechau nur knapp einer Hochwasserkatastrophe, der Magdeburger Elbpegel an der Strombrücke erreichte nur 6,71 m statt der erwarteten 8,75 m. 2002 wurde das Kirchendach neu eingedeckt, 2003 ein Beachvolleyballplatz eröffnet. 2004 beging Pechau den 10. Jahrestag seiner Eingemeindung nach Magdeburg.
2005/06 wurde die St.-Thomas-Kirche in Pechau saniert und rekonstruiert. 2006/7 wurde das Grabensystem für den Hochwasserschutz in und um Pechau ertüchtigt. Vom Pechauer See aus wurde ein neuer Graben zum Mühlenkolk gebaut. Die Kolke nördlich von Pechau wurden miteinander verbunden und es wurde eine Verbindung zum Zipkelebener Gutsteich hergestellt. Dort kann das Wasser über ein Siel in den Umflutkanal abfließen.

## Hochwasserschutz
Pechau, mitten in der Elbaue gelegen, ist weitgehend eingedeicht. Die Krone des östlichen Elbdeiches liegt in diesem Bereich bei etwa 49,0 m; die Krone des westlichen Umflutkanaldeiches bei etwa 49,5 m ü. NN. Innerhalb dieses eingedeichten Bereiches befindet sich südlich von Pechau die Alte Elbe, ein Altarm der Elbe, der kaum noch durchflossen wird. Die Entfernungen des Pechauer Ortskerns zur Elbe betragen etwa 2,5 km, zur Alten Elbe etwa 800 m und zum Umflutkanal etwa 500 m.
Der Ortskern Pechaus liegt etwa auf einer Höhe von 47 m ü. NN, die tiefsten Flächen bei 45 m ü. NN. Der Nullpunkt des Elbpegels an der Magdeburger Strombrücke beträgt 39,9 m ü. NN. Die höchsten Elbpegelstände wurden dort 1941 mit 7,01 m und 2002 mit 6,71 m gemessen. Ab einem Elbpegel von 5,50 m wird das Pretziener Wehr geöffnet und der Umflutkanal geflutet. Dadurch fließt bis zu ein Drittel des Hochwassers östlich an Pechau und somit auch am gesamten Magdeburger Stadtgebiet vorbei, und der Pegelstand wird dementsprechend gesenkt.
Gefahr droht Pechau durch Deichbruch an der Elbe bei einem Elbpegel über 7 m oder durch Deichbruch am Umflutkanal sowie Anrainern des Umflutdeiches durch Sickerwasser oder Qualmwasser. Der Grundwasserspiegel ist im Ortsbereich sehr hoch, so dass Kellerräume immer gefährdet sind.

## Bauwerke
Die in Pechau vorhandenen Kulturdenkmale sind im örtlichen Denkmalverzeichnis aufgeführt.

### St.-Thomas-Kirche

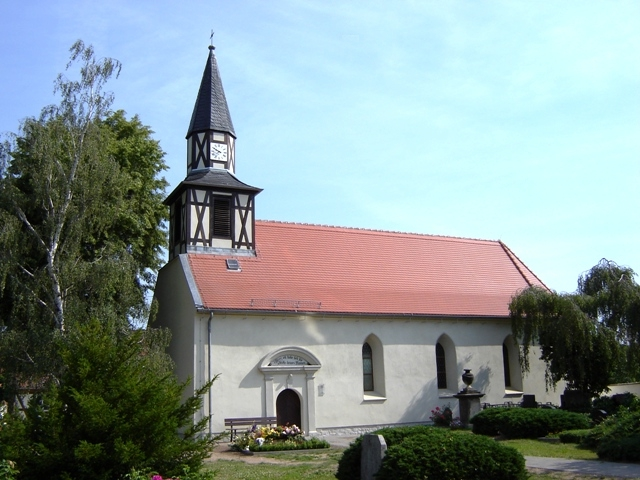
Sankt-Thomas-Kirche

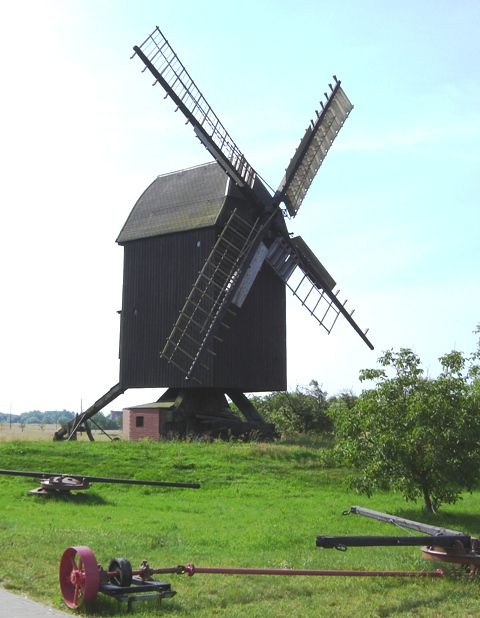
Bockwindmühle Pechau

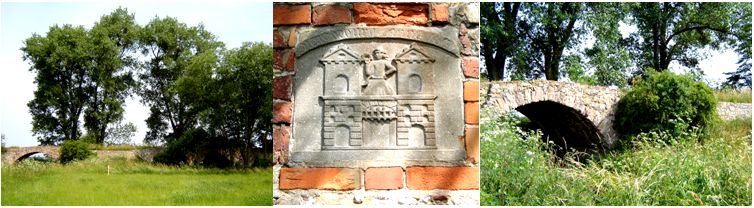
Klusbrücke

Eine Kirche wird für das Jahr 1221 erstmals urkundlich erwähnt. Die heute evangelische Sankt-Thomas-Kirche ist einschiffig, im Kern spätromanisch und hat über dem Westgiebel ein Fachwerktürmchen und ein barockes Südportal mit schlichter Pilasterrahmung und Segmentgiebel aus dem Ende des 17. Jahrhunderts. Es handelt sich um einen flachgedeckten Saalbau mit acht Spitzbogenfenstern, Wänden aus Bruchsteinen, die später verputzt wurden und einem Chor mit 5/10-Schluss. Die Kirche hat eine schlichte Innenausstattung. 1944 wurde sie durch Bomben und 1945 durch Granaten beschädigt, erhielt jedoch keine direkten Treffer. 1980 wurde unter der Empore die „Winterkirche“ eingebaut, im Jahr 2000 der Kirchturm saniert und 2002 das Kirchendach. Eine Komplettsanierung fand in den Jahren 2005 und 2006 statt. Die Kirche hat zwei Glocken aus den Jahren 1922 und 2000, wobei das Gussdatum der älteren fälschlich mit 1921 angegeben ist.

### Pechauer Bockwindmühle
Die 1828 erbaute und nach einem Brand 1897/1898 wieder aufgebaute Bockwindmühle Pechau war bis 1954 in Funktion. Stark verfallen, wurde sie nach 1992 saniert und ist heute wieder funktionsfähig. In einer Ausstellungshalle – eine über 170-jährige Fachwerk-Feldscheune, die 2002 umgesetzt wurde – werden alte landwirtschaftliche Geräte gezeigt. Seit 1994 findet jährlich ein Mühlenfest am ersten Sonntag im Mai statt.

### Slawisches Dorf und Burghügel
Auf dem Gemeindehof in Pechau können Rekonstruktionen slawischer Hütten sowie die Ausstellung Die slawische Besiedlung des ostelbischen Raumes vom 8.–12. Jahrhundert besichtigt werden. 200 m vom Gemeindehof entfernt, befindet sich am östlichen Ende der Breiten Straße der Burghügel der historischen Slawenburg, das Alte Dorf.

### Klusdamm
Der am Nordrand von Pechau verlaufende Klusdamm war ein wichtiger Handels- und Postweg, der die sumpfige Elbaue durchquerte und von Magdeburg über Wahlitz, Gommern, Leitzkau, Zerbst nach Wittenberg beziehungsweise über die alte Heerstraße Magdeburg-Brandenburg nach Ziesar und Brandenburg an der Havel und von dort weiter nach Berlin führte. Schon im 10. Jahrhundert benutzten ihn die Heere, die nach Osten zogen. Die über Jahrhunderte hinweg wichtigste West-Ost-Verbindung im Raum Magdeburg brachte jedoch Pechau kaum wirtschaftliche Vorteile. Anfang des 16. Jahrhunderts wurde von Flamen der Klusdamm als einziger hochwassersicherer Übergang über die Elbe-Ehle-Niederung als Hauptverkehrsweg von Magdeburg an Pechau vorbei in Richtung Osten ausgebaut. Er besaß bei einer Länge von 7600 m, einer Breite von fast 6 m und einer aufgeschütteten Höhe von 2,5 m, bis zu zehn steinerne und 35 hölzerne Brücken und war gepflastert. Die 1571 gebaute "Lange Brücke" bei Pechau (Höhe Kolke bei der Mühle) besaß sogar acht große Gewölbe mit insgesamt 80 Meter Länge. Von der Größe des Klusdamms kündet noch heute die erhaltene steinerne Klusbrücke über die Ehle. Hier lagen einst im Winkel Pechau, Klus und Gübs das Dorf Gröneberg (im frühen Mittelalter aufgegeben) und sogar eine Burg, auf der 1209 Erzbischof Albrecht I. von Magdeburg (1205–1232) kurze Zeit gefangen gehalten wurde. Der Damm hatte nach den Zerstörungen im Befreiungskrieg, dem Bau des Cracauer Wehrs und der Berliner Chaussee um 1819/1820 seine Bedeutung verloren. Heute dient der Klusdamm als Rad- und Wanderweg.

### Sonstiges
In Pechau gibt es zwei Gaststätten, davon eine mit Fremdenzimmern, beide mit Biergarten. Zum Mühlenfest, am Deutschen Mühlentag und zu Himmelfahrt gibt es an der Mühle eine gastronomische Versorgung. Es gibt ein Lebensmittelgeschäft. Pechau besitzt außer dem Kirchfriedhof einen neuen Friedhof und einen Sportplatz. Pechau verfügt über zwei Kinderspielplätze und einen Kindergarten, die Pechauer Schulkinder besuchen Schulen in Magdeburg. Trotz des Wasserreichtums existieren keine offiziellen Zelt- und Bademöglichkeiten in der unmittelbaren Umgebung Pechaus, jedoch viele Angelplätze (erlaubnispflichtig). Man kann auf den Wegen entlang der Calenberger Straße skaten und im Herbst am Umflutkanal Drachen steigen lassen. Hier findet auch das jährliche Osterfeuer, das viele Besucher anlockt, statt.
Keine der Pechauer Sehenswürdigkeiten, mit Ausnahme der Ausstellung "Die slawische Besiedlung", ist behindertengerecht gestaltet. In dem gelben Ortswappen läuft ein schwarzer Hirsch.

## Persönlichkeiten
- Heinrich Rathmann (1750–1821), Pädagoge, Historiker und evangelischer Pfarrer. Rathmann war von 1793 bis 1821 Pfarrer und Lehrer in Pechau und verstarb hier.

Der Hochschullehrer Adolf Lingener (* 1933) war langjährig Ortsbürgermeister von Pechau.